# Stenogobius genivittatus
Stenogobius genivittatus es una especie de pez de la familia de los Gobiidae en el orden de los Perciformes.

## Morfología
Los machos pueden llegar a alcanzar los 18 cm de longitud total.

## Hábitat
Es un pez  de clima tropical y demersal.

## Distribución geográfica
Se encuentra desde el África Oriental hasta Indonesia y el Pacífico occidental, incluyendo la Polinesia Francesa.

## Observaciones
Es inofensivo para los humanos.